# Barvaux-sur-Ourthe
Pour les articles homonymes, voir Barvaux et Ourthe.
Ne doit pas être confondu avec Barvaux-Condroz.
Barvaux-sur-Ourthe (en wallon Barvê) est une section de la ville belge de Durbuy située en Région wallonne dans la province de Luxembourg et dans l'arrondissement de Marche-en-Famenne. Commune du département de Sambre-et-Meuse, elle fut transférée à la Belgique en 1830 et confirmée en province de Luxembourg (wallonne) après 1839 (traité des XXVI articles). C'était une commune à part entière avant la fusion des communes de 1977. La section est composée de Barvaux, Petit-Barvaux et Bohon.
Aujourd'hui, Barvaux est le centre administratif et l'un des trois centres urbains, avec Bomal, de la commune de Durbuy.

## Géographie
Le village se trouve à la limite de la Famenne et de la région calcaire de la Calestienne et se situe principalement sur la rive droite de l'Ourthe à l'extérieur d'un méandre de la rivière qui coule exceptionnellement vers le sud avant d'arroser le village.
La rive gauche est occupée par le quartier de Petit-Barvaux.
Au sud-est et au sud du village, les quartiers des Closeries et des Hazalles comprennent principalement de nombreuses résidences secondaires dans un environnement boisé. À l'est, le domaine de Hottemme abrite une flore et une faune protégées et diversifiées.
La gare de Barvaux se trouve sur la « ligne de l'Ourthe » des chemins de fer. C'est l'une des deux gares reliant la commune de Durbuy à la ligne Liège-Marloie, l'autre étant Bomal.

## Évolution démographique
- Source: DGS, 1831 à 1970=recensements population, 1976= habitants au 31 décembre

## Histoire
La naissance et l'histoire de Barvaux sont liées à l'Ourthe. Entre le XVe siècle et le XIXe siècle, l'Ourthe est navigable de Barvaux jusqu'à Liège. Grâce à son pont, qui en fait un nœud de communication régionale, le site devient le point de départ d'un trafic de bateliers vers Liège. La présence de minerai de fer et de plomb dans le sous-sol de la région permet le développement de fourneaux et de forges qui exportent leur production vers Liège.
Au XIXe siècle, l'abandon du projet de canal Meuse et Moselle et l'apparition du chemin de fer mettent fin à la batellerie sur l'Ourthe.

## Patrimoine et culture

### Patrimoine architectural

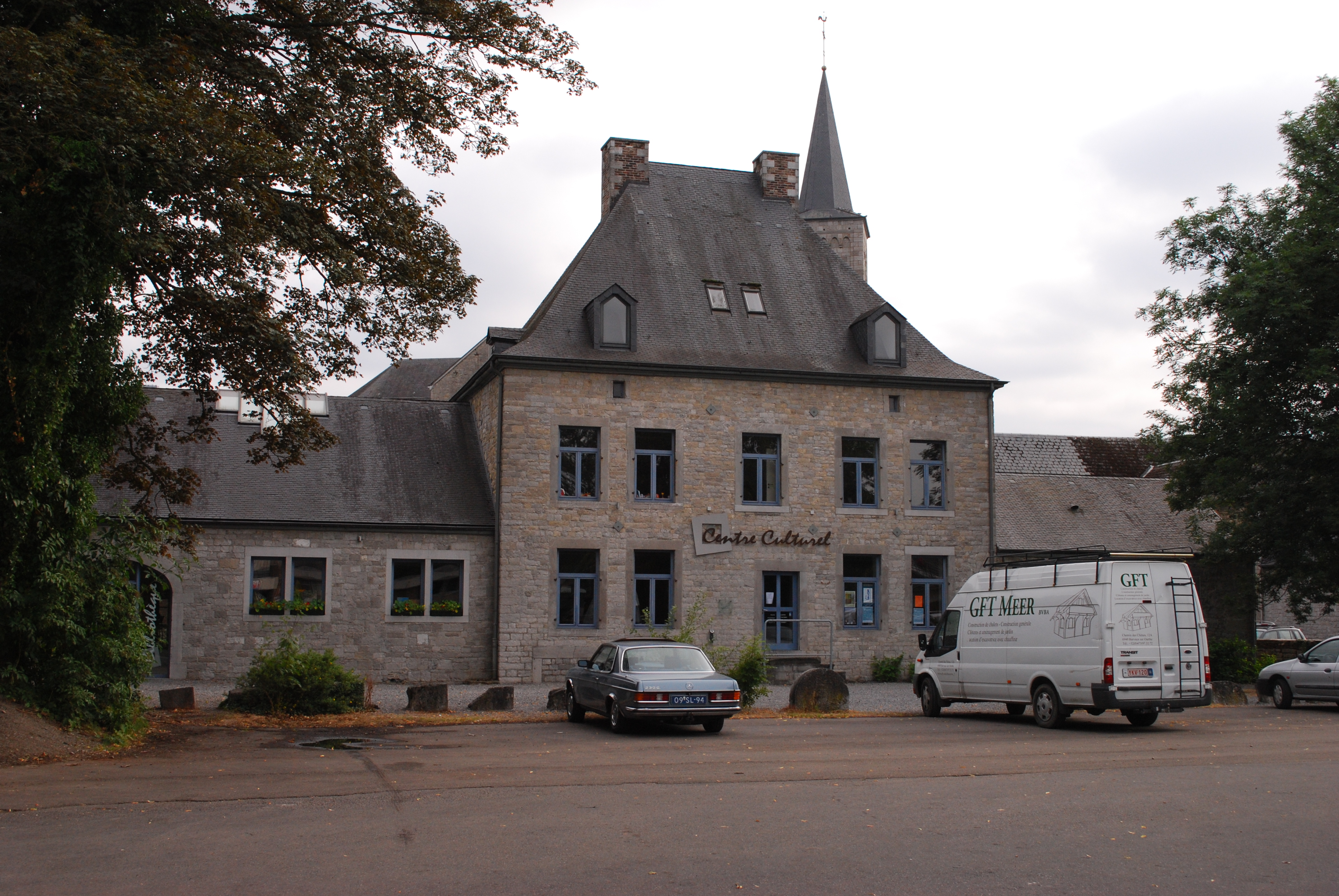
La maison Legros

L'église du Sacré-Cœur de Jésus a été édifiée en 1874–1876 dans un style néogothique d'après les plans de l'architecte J. Résimont, à l'emplacement du précédent sanctuaire.
Située en retrait de la Grand'Rue et à proximité de l'Ourthe et du pont, la maison Legros est une habitation du XVIIe siècle de deux niveaux en pierre calcaire sous une haute toiture d'ardoises à quatre pans. Elle abrite le centre culturel de Durbuy. Elle est reprise sur la liste du patrimoine immobilier classé de Durbuy..
La Poivrière est un immeuble en pierre calcaire de six travées et deux niveaux et demi de style classique daté en façade de 1838. Ancienne capitainerie, elle se situe au no 28 de la Grand'Rue. Elle est aussi reprise sur la liste du patrimoine immobilier classé de Durbuy.
L'hôtel de ville de Durbuy est une grosse maison bourgeoise de la fin du XVIIIe siècle et du début du XIXe siècle située dans un parc arboré donnant sur la Grand'Rue. Un petit pavillon carré en pierre calcaire a été érigé vrisemblablement au début du XIXe siècle à l'entrée du parc, le long de la Grand'Rue.
La chapelle du Ténimont dédiée à Sainte Thérèse se trouve sur une colline accessible depuis la rue Ténimont par un escalier. Elle est datée de 1757.
La maison située au no 29 de Chainrue présente une façade et un pignon à colombages que l'on retrouve aussi aux pignons des maisons voisines (nos 35 et 56) ainsi qu'à la façade de la petite maison sise au no 19. Cette rue compte aussi quelques anciennes maisons en pierre calcaire aux nos 8, 57 et 67.
L'immeuble symétrique de style classique situé au no 24 en Charotte possède une façade enduite de couleur rose pastel de cinq travées et trois niveaux (deux étages) sous un fronton triangulaire. Sa construction a été vraisemblablement entreprise à la fin du XVIIIe siècle.

## Économie

### Commerce

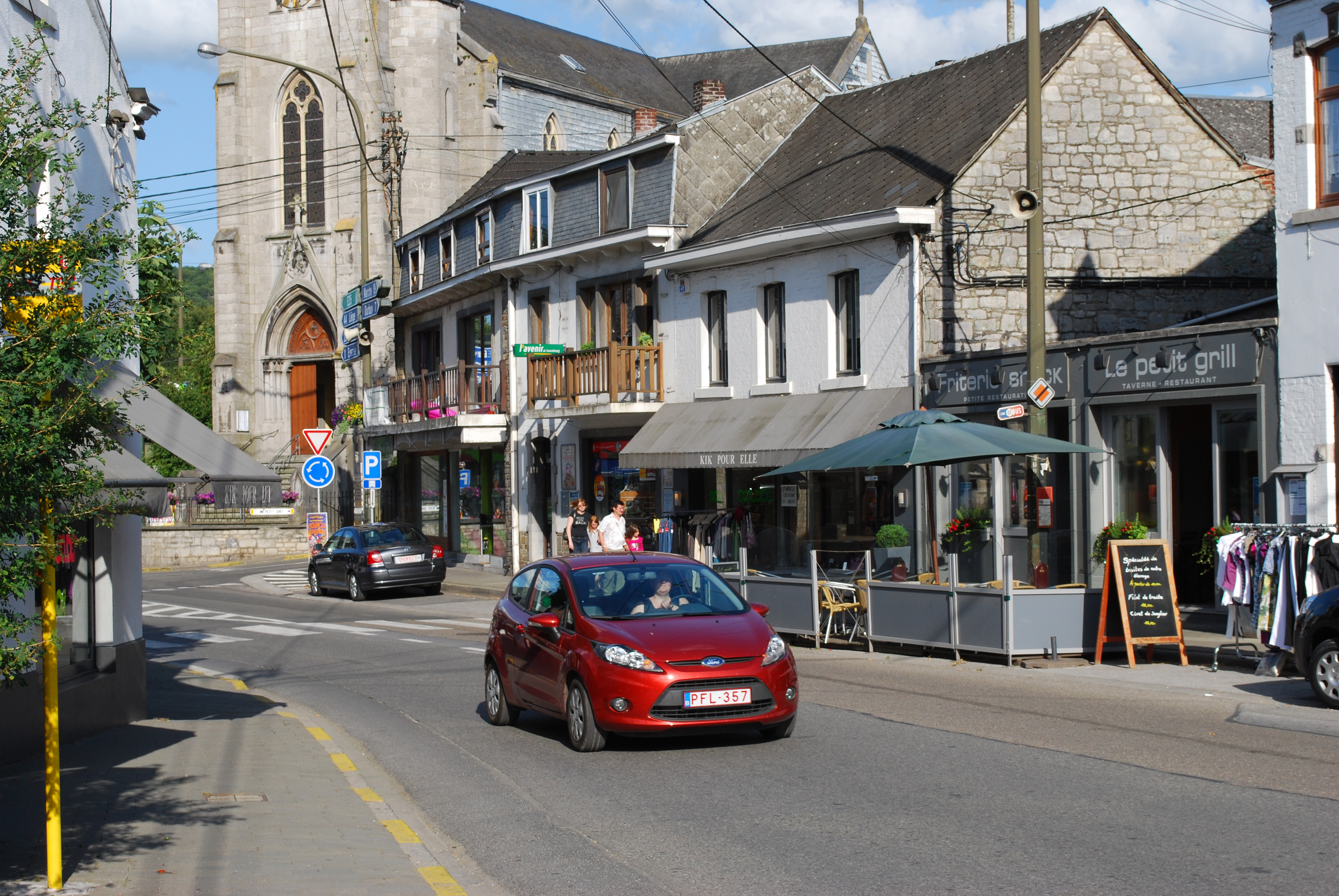
Le centre du village.

Avec Bomal et Durbuy, Barvaux est l'un des centres commerciaux de la commune, avec des dizaines de commerçants spécialisés, des boutiques, commerces de proximité, plusieurs grandes surfaces, des agences bancaires et de petites entreprises.

### Tourisme
Barvaux est un des centres touristiques les plus importants de la région comprenant plusieurs campings, cafés, hôtels et restaurants.
Depuis 1997, Barvaux accueille chaque été une attraction touristique dans un champ de maïs : le Labyrinthe de Barvaux.
La ville de Durbuy organise toutes les années impaires sur le site du Parc Juliénas de Barvaux son symposium international de sculpture monumentale sur pierre (www.symposium.durbuy.be).
Le domaine de Hottemme accueille les promeneurs dans son parc ouvert à tout moment tandis que le centre d’accueil et d’exposition du domaine reçoit les visiteurs du mardi au jeudi ainsi que le dimanche.
Le Golf de Durbuy est en fait situé sur le territoire de Barvaux-sur-Ourthe.
Barvaux est un point de passage du GR 57.

### Jumelage
Juliénas (France)